# Peter Juel-Jensen
Peter Juel-Jensen (18 de maio de 1966, em Rønne) é um político dinamarquês, membro do Folketing pelo partido político Venstre. Ele foi eleito para o parlamento nas eleições legislativas dinamarquesas de 2007.

## Carreira política
Juel-Jensen fez parte do conselho municipal do município de Aakirkeby de 2001 a 2002, e do município de Bornholm de 2002 a 2007. Ele foi eleito para o parlamento nas eleições de 2007 e reeleito nas eleições de 2011, 2015 e 2019.